# Zapora Srisailam

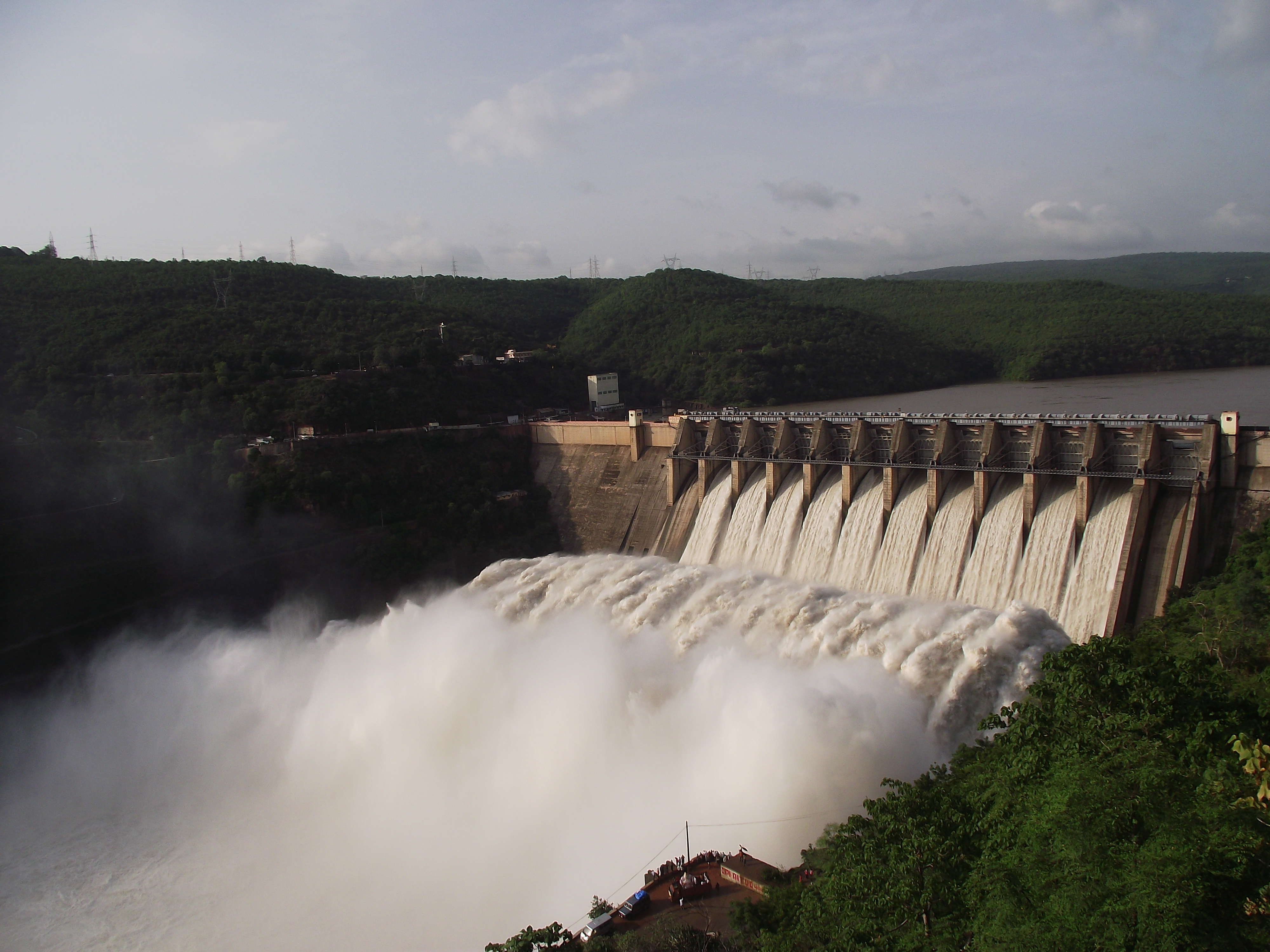
Zapora Srisailam we wrześniu 2011

Zapora Srisailam  – zapora i elektrownia wodna na rzece Kryszna, zlokalizowana w stanie Andhra Pradesh w Indiach.
Zaporę zbudowano w latach1960–1981. Całkowita długość obiektu wynosi 512 metrów, a jego wysokość 145,1 metra. W ramach zapory funkcjonuje elektrownia wodna o mocy 1670 MW, składająca się z sześciu turbin o mocy 150 MW i siedmiu turbin o mocy 110 MW. Konsekwencją powstania zapory stało się utworzenie sztucznego rezerwuaru wodnego o powierzchni 800 km².